# Kazusa Noda
Kazusa Noda (jap. 野田 数, Noda Kazusa; * 27. August 1973 in der Stadt Higashi-Murayama, Präfektur Tokio) ist ein ehemaliger japanischer Politiker und war von 2016 bis 2019 „Sondersekretär“ von Tokios Gouverneurin Yuriko Koike. Von Januar bis September 2017 war er mit Unterbrechung Vorsitzender ihrer Präfekturpartei Tomin First no Kai und von 2009 bis 2012 Abgeordneter im Präfekturparlament für den Wahlkreis Nord-Tama I. Davor war er seit 2003 Abgeordneter im Stadtparlament von Higashi-Murayama. 2000 und 2012 kandidierte er erfolglos für das nationale Parlament.

## Leben
Noda, Absolvent der Pädagogischen Fakultät der Waseda-Universität, arbeitete nach seinem Abschluss kurzzeitig für einen Verlag. Von 2000 bis 2001 war er Sekretär der Unterhausabgeordneten Yuriko Koike aus Hyōgo 6, damals Mitglied der Konservativen Partei (2002 weitgehend in der Neuen Konservativen Partei aufgegangen; aber Koike und Noda traten schon 2002 direkt der Liberaldemokratischen Partei bei). Bei der Unterhauswahl 2000 kandidierte Noda selbst für die Konservative Partei im Nachbarwahlkreis Hyōgo 7, unterlag aber klar der sozialdemokratischen Amtsinhaberin Takako Doi (Doi 63 %, Noda 21 %).
Bei der Stadtparlamentswahl im heimischen Higashi-Murayama 2003 kandidierte Noda erfolgreich und wurde 2007 wiedergewählt. In die Präfekturpolitik wechselte er bei der Parlamentswahl 2009, bei der er in seinem Heimatwahlkreis Nord-Tama I (3 Mandate) mit dem dritthöchsten Stimmenanteil hinter Amtsinhabern von Demokratischer Partei und Kōmeitō einen Sitz gewann. 2012 wechselte er zur im Präfekturparlament aus Abgeordneten beider großer Parteien entstandenen Tōkyō Ishin no Kai, trat als Präfekturabgeordneter zurück und kandidierte für die japanische Ishin no Kai bei der nationalen Unterhauswahl 2012 im heimischen Wahlkreis Tokio 20. Er erhielt rund 21 % der Stimmen und unterlag damit dem liberaldemokratischen Amtsinhaber Seiji Kihara (40 %) und dem demokratischen Kandidaten Kōichi Katō (25 %). Bei Wahl 2013 versuchte er als Ishin-Kandidat die Rückkehr ins Präfekturparlament von Tokio, erhielt aber nur noch die fünfthöchste Stimmenzahl.
Bei der Gouverneurswahl in Tokio 2016 arbeitete Noda in Yuriko Koikes Wahlkampfbüro. Nach ihrer erfolgreichen Wahl und ihrem Amtsantritt als Gouverneurin berief sie ihn im August 2016 zum „Sondersekretär“ (tokubetsu hisho). Erstmals im Januar 2017 übernahm Noda den Vorsitz von Koikes neu gegründeter Regionalpartei Tomin First. Als im Juni 2016 Koike selbst den formalen Parteivorsitz übernahm, wurde er Generalsekretär, nach dem Tomin-First-Sieg bei der Parlamentswahl 2017 wieder Parteivorsitzender, als Koike vom Vorsitz zurücktrat und „Sonderberaterin“ (tokubetsu komon) wurde, um eine bessere Trennung zwischen Präfekturverwaltung und Partei (und damit nun der Mehrheit im Parlament, das die Exekutive kontrollieren soll) zu erreichen und diesbezügliche Kritik zu vermeiden. Am 11. September 2017 trat er abermals vom Posten des Parteivorsitzenden zurück und wurde von der Präfekturabgeordneten Chiharu Araki abgelöst. Nach eigenen Angaben wollte er sich umfangreicher auf seine Aufgabe als Sondersekretär Koikes konzentrieren können. Im März 2019 trat er als „Sondersekretär“ zurück und wurde von Koike als Kandidat für den Vorsitz des Wasserversorgungsunternehmens Tokyō Suidō Service (東京水道サービス; eng. „TSS Tokyo Water“; privatrechtliche Tochter des Wasserversorgungsamts der Präfektur Tokio) vorgeschlagen.